# NGC 5526-2
NGC 5526-2 is een spiraalvormig sterrenstelsel in het sterrenbeeld Grote Beer. Het hemelobject werd op 17 april 1789 ontdekt door de Duits-Britse astronoom William Herschel.

## Synoniemen
- UGC 9115
- MCG 10-20-84
- KCPG 421A
- PGC 50803